# Broilers/Diskografie
Diese Diskografie ist eine Übersicht über die musikalischen Werke der deutschen Punkband Broilers. Den Schallplattenauszeichnungen zufolge hat sie bisher mehr als 400.000 Tonträger verkauft. Ihre erfolgreichste Veröffentlichung ist das fünfte Studioalbum Santa Muerte mit über 200.000 verkauften Einheiten.

## Alben

### Studioalben
| Jahr | Titel Musiklabel                                 | Höchstplatzierung, Gesamtwochen, AuszeichnungChartplatzierungen (Jahr, Titel, Musiklabel, Platzierungen, Wochen, Auszeichnungen, Anmerkungen) | Höchstplatzierung, Gesamtwochen, AuszeichnungChartplatzierungen (Jahr, Titel, Musiklabel, Platzierungen, Wochen, Auszeichnungen, Anmerkungen) | Höchstplatzierung, Gesamtwochen, AuszeichnungChartplatzierungen (Jahr, Titel, Musiklabel, Platzierungen, Wochen, Auszeichnungen, Anmerkungen) | Anmerkungen                                               |
| Jahr | Titel Musiklabel                                 | DE | AT | CH | Anmerkungen                                               |
| ---- | ------------------------------------------------ | --- | --- | --- | --------------------------------------------------------- |
| 1997 | Fackeln im Sturm… New Breed Records (KOR)        | — | — | — | Erstveröffentlichung: 1997                                |
| 2001 | Verlierer sehen anders aus DSS Records (Cargo)   | — | — | — | Erstveröffentlichung: 30. April 2001                      |
| 2004 | LoFi DSS Records (Cargo)                         | DE83 (1 Wo.)DE | — | — | Erstveröffentlichung: 20. September 2004                  |
| 2007 | Vanitas Recordings People Like You Records (SPV) | DE38 (1 Wo.)DE | — | — | Erstveröffentlichung: 20. Juli 2007                       |
| 2011 | Santa Muerte People Like You Records (EMI)       | DE3 Platin · (25 Wo.)DE | AT37 (1 Wo.)AT | — | Erstveröffentlichung: 10. Juni 2011 Verkäufe: + 200.000   |
| 2014 | Noir People Like You Records (UMG)               | DE1 Gold · (23 Wo.)DE | AT7 (3 Wo.)AT | CH12 (4 Wo.)CH | Erstveröffentlichung: 7. Februar 2014 Verkäufe: + 100.000 |
| 2017 | (sic!) Skull & Palms Recordings (WMG)            | DE1 Gold · (29 Wo.)DE | AT3 (3 Wo.)AT | CH6 (5 Wo.)CH | Erstveröffentlichung: 3. Februar 2017 Verkäufe: + 100.000 |
| 2021 | Puro Amor Skull & Palms Recordings (WMG)         | DE1 (22 Wo.)DE | AT2 (4 Wo.)AT | CH5 (4 Wo.)CH | Erstveröffentlichung: 23. April 2021                      |

### Livealben
| Jahr | Titel Musiklabel                                      | Höchstplatzierung, Gesamtwochen, AuszeichnungChartplatzierungen (Jahr, Titel, Musiklabel, Platzierungen, Wochen, Auszeichnungen, Anmerkungen) | Höchstplatzierung, Gesamtwochen, AuszeichnungChartplatzierungen (Jahr, Titel, Musiklabel, Platzierungen, Wochen, Auszeichnungen, Anmerkungen) | Höchstplatzierung, Gesamtwochen, AuszeichnungChartplatzierungen (Jahr, Titel, Musiklabel, Platzierungen, Wochen, Auszeichnungen, Anmerkungen) | Anmerkungen                                                                          |
| Jahr | Titel Musiklabel                                      | DE | AT | CH | Anmerkungen                                                                          |
| ---- | ----------------------------------------------------- | --- | --- | --- | ------------------------------------------------------------------------------------ |
| 2012 | Santa Muerte Live Tapes People Like You Records (EMI) | DE*DE | AT62 (1 Wo.)AT | — | Erstveröffentlichung: 28. September 2012 * Verkäufe werden Santa Muerte hinzuaddiert |
| 2022 | Puro Amor Live Tapes Skull & Palms Recordings (WMG)   | DE*DE | — | — | Erstveröffentlichung: 25. November 2022 * Verkäufe werden Puro Amor hinzuaddiert     |

### Kompilationen
| Jahr | Titel Musiklabel                                                              | Höchstplatzierung, Gesamtwochen, AuszeichnungChartplatzierungen (Jahr, Titel, Musiklabel, Platzierungen, Wochen, Auszeichnungen, Anmerkungen) | Höchstplatzierung, Gesamtwochen, AuszeichnungChartplatzierungen (Jahr, Titel, Musiklabel, Platzierungen, Wochen, Auszeichnungen, Anmerkungen) | Höchstplatzierung, Gesamtwochen, AuszeichnungChartplatzierungen (Jahr, Titel, Musiklabel, Platzierungen, Wochen, Auszeichnungen, Anmerkungen) | Anmerkungen                         |
| Jahr | Titel Musiklabel                                                              | DE | AT | CH | Anmerkungen                         |
| ---- | ----------------------------------------------------------------------------- | --- | --- | --- | ----------------------------------- |
| 2011 | Loco hasta la muerte!!! E.P. Collection Skull & Palms Recordings (EMI)        | — | — | — | Erstveröffentlichung: 15. Juli 2011 |
| 2024 | Jolly Good Fellas – Best of Broilers 1994–2004 Skull & Palms Recordings (EMI) | DE2 (4 Wo.)DE | AT6 (2 Wo.)AT | CH14 (1 Wo.)CH | Erstveröffentlichung: 3. Mai 2024   |

### EPs
| Jahr | Titel Musiklabel                                | Anmerkungen                              |
| ---- | ----------------------------------------------- | ---------------------------------------- |
| 2002 | La vida loca DSS Records (Cargo)                | Erstveröffentlichung: 31. Oktober 2002   |
| 2007 | Ruby Light & Dark People Like You Records (SPV) | Erstveröffentlichung: 17. September 2007 |
| 2021 | Puro Lounge Skull & Palms Recordings (WMG)      | Erstveröffentlichung: 2. Juli 2021       |

### Weihnachtsalben
| Jahr | Titel Musiklabel                           | Höchstplatzierung, Gesamtwochen, AuszeichnungChartplatzierungen (Jahr, Titel, Musiklabel, Platzierungen, Wochen, Auszeichnungen, Anmerkungen) | Höchstplatzierung, Gesamtwochen, AuszeichnungChartplatzierungen (Jahr, Titel, Musiklabel, Platzierungen, Wochen, Auszeichnungen, Anmerkungen) | Höchstplatzierung, Gesamtwochen, AuszeichnungChartplatzierungen (Jahr, Titel, Musiklabel, Platzierungen, Wochen, Auszeichnungen, Anmerkungen) | Anmerkungen                             |
| Jahr | Titel Musiklabel                           | DE | AT | CH | Anmerkungen                             |
| ---- | ------------------------------------------ | --- | --- | --- | --------------------------------------- |
| 2021 | Santa Claus Skull & Palms Recordings (WMG) | DE4 (7 Wo.)DE | AT18 (1 Wo.)AT | CH36 (1 Wo.)CH | Erstveröffentlichung: 12. November 2021 |

## Singles
| Jahr | Titel Album                                                                              | Höchstplatzierung, Gesamtwochen, AuszeichnungChartplatzierungen (Jahr, Titel, Album, Platzierungen, Wochen, Auszeichnungen, Anmerkungen) | Höchstplatzierung, Gesamtwochen, AuszeichnungChartplatzierungen (Jahr, Titel, Album, Platzierungen, Wochen, Auszeichnungen, Anmerkungen) | Höchstplatzierung, Gesamtwochen, AuszeichnungChartplatzierungen (Jahr, Titel, Album, Platzierungen, Wochen, Auszeichnungen, Anmerkungen) | Anmerkungen                             |
| Jahr | Titel Album                                                                              | DE | AT | CH | Anmerkungen                             |
| ---- | ---------------------------------------------------------------------------------------- | --- | --- | --- | --------------------------------------- |
| 1996 | Schenk mir eine Blume! –                                                                 | — | — | — | Erstveröffentlichung: 1996              |
| 2008 | Ruby Light & Dark Vanitas Recordings                                                     | — | — | — | Erstveröffentlichung: 14. März 2008     |
| 2011 | Harter Weg Santa Muerte                                                                  | DE41 (1 Wo.)DE | — | — | Erstveröffentlichung: 29. April 2011    |
| 2011 | Wie weit wir gehen Santa Muerte                                                          | DE28 (1 Wo.)DE | — | — | Erstveröffentlichung: 22. Juli 2011     |
| 2013 | Ist da jemand? Noir                                                                      | DE32 (1 Wo.)DE | — | — | Erstveröffentlichung: 20. Dezember 2013 |
| 2014 | Ich will hier nicht sein Noir                                                            | DE34 (1 Wo.)DE | — | — | Erstveröffentlichung: 23. Mai 2014      |
| 2014 | Nur nach vorne gehen Noir                                                                | DE27 (1 Wo.)DE | — | — | Erstveröffentlichung: 3. Oktober 2014   |
| 2016 | Bitteres Manifest (sic!)                                                                 | DE38 (2 Wo.)DE | — | — | Erstveröffentlichung: 2. Dezember 2016  |
| 2017 | Keine Hymnen heute (sic!)                                                                | DE60 (1 Wo.)DE | — | — | Erstveröffentlichung: 17. Februar 2017  |
| 2017 | Die Beste aller Zeiten (sic!)                                                            | DE75 (1 Wo.)DE | — | — | Erstveröffentlichung: 26. Mai 2017      |
| 2021 | Gib das Schiff nicht auf! Puro Amor                                                      | DE11 (1 Wo.)DE | — | — | Erstveröffentlichung: 26. Februar 2021  |
| 2021 | Alles wird wieder OK! Puro Amor                                                          | DE16 (1 Wo.)DE | — | — | Erstveröffentlichung: 2. April 2021     |
| 2021 | Alice und Sarah Puro Amor                                                                | DE18 (1 Wo.)DE | — | — | Erstveröffentlichung: 3. September 2021 |
| 2021 | Grauer Schnee Santa Claus                                                                | DE24 (1 Wo.)DE | — | — | Erstveröffentlichung: 5. November 2021  |
| 2024 | Zurück zum Beton (Birthday Recording ’24) Jolly Good Fellas – Best of Broilers 1994–2004 | — | — | — | Erstveröffentlichung: 19. April 2024    |

## Videoalben und Musikvideos

### Videoalben
| Jahr | Titel Musiklabel                                 | Höchstplatzierung, Gesamtwochen, AuszeichnungChartplatzierungen (Jahr, Titel, Musiklabel, Platzierungen, Wochen, Auszeichnungen, Anmerkungen) | Höchstplatzierung, Gesamtwochen, AuszeichnungChartplatzierungen (Jahr, Titel, Musiklabel, Platzierungen, Wochen, Auszeichnungen, Anmerkungen) | Höchstplatzierung, Gesamtwochen, AuszeichnungChartplatzierungen (Jahr, Titel, Musiklabel, Platzierungen, Wochen, Auszeichnungen, Anmerkungen) | Anmerkungen                           |
| Jahr | Titel Musiklabel                                 | DE | AT | CH | Anmerkungen                           |
| ---- | ------------------------------------------------ | --- | --- | --- | ------------------------------------- |
| 2009 | The Anti Archives People Like You Records (Sony) | DE67 (1 Wo.)DE | — | — | Erstveröffentlichung: 21. August 2009 |

### Musikvideos
| Jahr | Titel                                     | Regisseur(e)                      |
| ---- | ----------------------------------------- | --------------------------------- |
| 2004 | (Ich bin) Bei Dir                         | Daniel Kosch, Phillip A. Schubert |
| 2005 | Ich sah kein Licht                        | Daniel Kosch, Phillip A. Schubert |
| 2008 | Ruby Light & Dark                         | Daniel Kosch                      |
| 2010 | Hey Suburbia                              |                                   |
| 2011 | Wie weit wir gehen                        |                                   |
| 2011 | Tanzt du noch einmal mit mir?             |                                   |
| 2011 | Harter Weg (Go!)                          | Daniel Kosch, Jan Kosch           |
| 2012 | Meine Sache                               |                                   |
| 2013 | Ist da jemand?                            |                                   |
| 2014 | Nur nach vorne gehen                      |                                   |
| 2014 | Ich will hier nicht sein                  |                                   |
| 2016 | Bitteres Manifest                         | Daniel Kosch                      |
| 2017 | Keine Hymnen heute                        | Joern Heitmann                    |
| 2017 | Die Beste aller Zeiten                    |                                   |
| 2017 | Ihr da oben                               |                                   |
| 2017 | Meine Familie                             | Bastian Bochinski                 |
| 2021 | Gib das Schiff nicht auf!                 |                                   |
| 2021 | Alles wird wieder OK!                     |                                   |
| 2021 | Alice und Sarah                           | Daniel Sluga, Daniel Zlotin       |
| 2021 | Grauer Schnee                             | Daniel Sluga, Daniel Zlotin       |
| 2024 | Zurück zum Beton (Birthday Recording ’24) | Broilers, Robert Eikelpoth        |

## Sonderveröffentlichungen
| Jahr | Titel Musiklabel                            | Anmerkungen                                                         |
| ---- | ------------------------------------------- | ------------------------------------------------------------------- |
| 2006 | Good Fellas Never Split DSS Records (Cargo) | Erstveröffentlichung: 22. März 2006 Split-Kompilation mit Volxsturm |

## Promoveröffentlichungen
| Jahr | Titel Album                                              | Anmerkungen                            |
| ---- | -------------------------------------------------------- | -------------------------------------- |
| 2011 | Tanzt du noch einmal mit mir? Santa Muerte               | Erstveröffentlichung: 2011             |
| 2022 | Nicht alles endet irgendwann (Live) Puro Amor Live Tapes | Erstveröffentlichung: 26. Oktober 2022 |

## Statistik

### Chartauswertung
|                     | DE    | AT    | CH    |
| ------------------- | ----- | ----- | ----- |
| Nummer-eins-Alben   | DE3DE | AT—AT | CH—CH |
| Top-10-Alben        | DE6DE | AT4AT | CH2CH |
| Alben in den Charts | DE8DE | AT7AT | CH5CH |

|                       | DE     | AT    | CH    |
| --------------------- | ------ | ----- | ----- |
| Nummer-eins-Singles   | DE—DE  | AT—AT | CH—CH |
| Top-10-Singles        | DE—DE  | AT—AT | CH—CH |
| Singles in den Charts | DE12DE | AT—AT | CH—CH |

### Auszeichnungen für Musikverkäufe
Anmerkung: Auszeichnungen in Ländern aus den Charttabellen bzw. Chartboxen sind in ebendiesen zu finden.
| Land/RegionAuszeichnungen für Musikverkäufe (Land/Region, Auszeichnungen, Verkäufe, Quellen) | Gold     | Platin  | Verkäufe | Quellen           |
| -------------------------------------------------------------------------------------------- | -------- | ------- | -------- | ----------------- |
| Deutschland (BVMI)                                                                           | 2× Gold2 | Platin1 | 400.000  | musikindustrie.de |
| Insgesamt                                                                                    | 2× Gold2 | Platin1 |          |                   |